# Mario Stevenazzi
Mario Rafael Stevenazzi Viñas (Las Piedras, 20 de marzo de 1965) es un militar uruguayo, que desde el 1 de febrero de 2023 sirve como comandante en jefe del Ejército Nacional de Uruguay.

## Biografía

### Vida personal y formación
Nacido el 20 de marzo de 1965 en Las Piedras, Departamento de Canelones, egresó de la Escuela Militar el 21 de diciembre de 1986, como alférez del Arma de Artillería. Asimismo, en el desarrollo de su carrera realizó el Curso de Oficial de Estado Mayor y la Licenciatura en Ciencias Militares por el Instituto Militar de Estudios Superiores (I.M.E.S).Tiene un hijo, Lucas.

### Trayectoria
Durante su carrera como oficial del Ejército prestó servicios como jefe de Sección en el Grupo “Las Piedras” de Artillería 105 mm N.º 3 y el Grupo de Artillería de Defensa Antiaérea N.º 1. Como comandante de batería sirvió en el Grupo “Cruzada Libertadora de 1825” de Artillería 105 mm N.º 4 en el Departamento de Lavalleja. Asimismo, ocupó el cargo de segundo jefe en el Grupo “Éxodo del Pueblo Oriental” de Artillería (AP) 122mm N.º 2 de Trinidad, y de Jefe del Grupo de Artillería N.º 5 de Montevideo.
En 2002 fue designado integrante suplente del Tribunal de Concurso para Ascenso del Arma de Artillería. Con el rango de teniente coronel sirvió como jefe de la Célula Logística en el Batallón “Uruguay IV” MONUSCO de la República Democrática del Congo.
El 1 de febrero de 2008 fue ascendido al rango de coronel. Entre marzo de 2008 y mayo de 2009 prestó servicios como Observador Militar en la Misión de las Naciones Unidas en la República Democrática del Congo. En 2010 fue designado oficial instructor en el Instituto Militar de Estudios Superiores (I.M.E.S). Sirvió como jefe del Departamento de Comunicación Institucional del Ejército –vocero del Ejército–, así como director del Servicio de Retiros y Pensiones de las Fuerzas Armadas.
El 1 de marzo de 2018 fue nombrado agregado militar ante la República Popular China por el período de dos años. El 1 de febrero de 2019 ascendió al rango de general de Ejército. Ostentando dicho rango, se desempeñó como jefe del Estado Mayor del Ejército, así como director del Sistema Nacional de Mantenimiento de Operaciones de Paz durante 2019; sin embargo, el 3 de febrero de 2020 tomó posesión como comandante de la División de Ejército I, que abarca los departamentos de Montevideo y Canelones. A su vez, en marzo de ese año se lo nombró integrante del Tribunal de Superior de Ascensos y Recursos del Ejército. En febrero de 2022 sucedió al Gral. José Martínez como comandante de la División de Ejército III, que abarca los departamentos de Artigas, Paysandú, Río Negro, Rivera, Salto y Tacuarembó.
A mediados de diciembre de 2022, el Ministerio de Defensa Nacional anunció el nombramiento de Stevenazzi para suceder a Gerardo Fregossi como comandante en jefe del Ejército, una vez este pasara a retiro obligatorio el 31 de enero de 2023. Finalmente, asumió el cargo el 1 de febrero, en una ceremonia a la que asistieron el presidente Luis Lacalle Pou y la vicepresidenta Beatriz Argimón. En enero de 2025, el presidente electo Yamandú Orsi confirmó que Stevenazzi continuaría frente a la comandancia del Ejército.